# Labergement-lès-Auxonne
Labergement-lès-Auxonne é uma comuna francesa na região administrativa da Borgonha-Franco-Condado, no departamento de Côte-d'Or. Estende-se por uma área de 5,9 km². Em 2010 a comuna tinha 335 habitantes (densidade: 56,8 hab./km²).